# Tobias Hayles-Docherty
Tobias Martin Hayles-Docherty (sinh ngày 30 tháng 1 năm 1999) là một cầu thủ bóng đá người Anh thi đấu ở vị trí tiền vệ cho Halesowen Town cho mượn từ đội bóng EFL League One Walsall.

## Sự nghiệp thi đấu
Hayles-Docherty thi đấu ở đội trẻ Walsall để lần đầu tiên ngồi dự bị ở đội một vào tháng 4 năm 2017. Anh có màn ra mắt EFL League One khi vào sân ở phút 68 thay cho Maziar Kouhyar trong thất bại 1–0 trước Port Vale trên Sân vận động Bescot vào ngày 25 tháng 4 năm 2017.
Vào ngày 28 tháng 9 năm 2018, Hayles-Docherty được cho mượn với hợp đồng 1 tháng tại Halesowen Town đến ngày 3 tháng 11.

## Thống kê sự nghiệp
Tính đến trận đấu diễn ra ngày 30 tháng 1 năm 2018
| Câu lạc bộ     | Mùa giải       | Hạng đấu       | Giải vô địch | Giải vô địch | Cúp FA | Cúp FA | EFL Cup | EFL Cup | Khác | Khác | Tổng | Tổng |
| Câu lạc bộ     | Mùa giải       | Hạng đấu       | Trận         | Bàn          | Trận   | Bàn    | Trận    | Bàn     | Trận | Bàn  | Trận | Bàn  |
| -------------- | -------------- | -------------- | ------------ | ------------ | ------ | ------ | ------- | ------- | ---- | ---- | ---- | ---- |
| Walsall        | 2016–17        | League One     | 1            | 0            | 0      | 0      | 0       | 0       | 0    | 0    | 1    | 0    |
| Walsall        | 2017–18        | League One     | 0            | 0            | 0      | 0      | 0       | 0       | 0    | 0    | 0    | 0    |
| Tổng sự nghiệp | Tổng sự nghiệp | Tổng sự nghiệp | 1            | 0            | 0      | 0      | 0       | 0       | 0    | 0    | 1    | 0    |